# Сокова, Екатерина Олеговна
Екатери́на Оле́говна Со́кова (род. 12 декабря 2000 года) — российская гимнастка, тренер, блогер. Мастер спорта России. На 10 сентября 2016 года являлась членом основного состава сборной команды Российской Федерации. 

## Биография
В 2014 году на юниорском первенстве России завоевала золотую медаль в командном многоборье. Также (по программе кандидатов в мастера спорта) была 1-й на бревне, 2-й в личном многоборье, на брусьях и в вольных упражнениях, 3-й в опорном прыжке.
В 2015 году на юниорском первенстве России завоевала золотую медаль в командном многоборье. Также (по программе мастеров спорта) получила золотую медаль в вольных упражнениях, бронзовые в личном многоборье и на бревне, на брусьях была 4-й.
Из-за травмы головки тазобедренного сустава окончила карьеру.
С 2016 года ведёт свой блог на YouTube, первый канал гимнастки просуществовал 5 лет и собрал боле 58 000 зрителей, был взломан в 2022 году.
Сейчас Екатерина ведет новый канал.